# Plagioscion pauciradiatus
Plagioscion pauciradiatus es una especie de pez de la familia Sciaenidae en el orden de los Perciformes.

## Hábitat
Es un pez de agua dulce, de clima tropical y bentopelágico.

## Distribución geográfica
Se encuentra en el  Atlántico occidental central: Surinam.

## Observaciones
Es inofensivo para los humanos.